# Dorowati
Dorowati is een bestuurslaag in het regentschap Kebumen van de provincie Midden-Java, Indonesië. Dorowati telt 2890 inwoners (volkstelling 2010).